# Колевекио (Ријети)
Колевекио (итал. Collevecchio) је насеље у Италији у округу Ријети, региону Лацио.
Према процени из 2011. у насељу је живело 632 становника. Насеље се налази на надморској висини од 226 м.

## Становништво
| 1936. | 1951. | 1961. | 1971. | 1981. | 1991. | 2001. | 2011. |
| ----- | ----- | ----- | ----- | ----- | ----- | ----- | ----- |
| 1.921 | 1.911 | 2.023 | 1.617 | 1.471 | 1.462 | 1.480 | 1.595 |